# Tambi Larsen
Tambi Larsen (Bangalore, 11 settembre 1914 – Hollywood, 24 marzo 2001) è stato uno scenografo danese naturalizzato statunitense, nato in India.
Ha vinto l'Oscar alla migliore scenografia nel 1956 (con Hal Pereira, Sam Comer e Arthur Krams) e ha ottenuto altre quattro volte la candidatura ai Premi Oscar nella stessa categoria (1964, 1966, 1971, 1982).

## Filmografia parziale
- La rosa tatuata, regia di Daniel Mann (1955)
- Selvaggio è il vento, regia di George Cukor (1957)
- Il balio asciutto, regia di Frank Tashlin (1958)
- I cinque penny, regia di Melville Shavelson (1959)
- Blues di mezzanotte, regia di John Cassavetes (1961)
- Hud il selvaggio, regia di Martin Ritt (1963)
- Lo sport preferito dall'uomo, regia di Howard Hawks (1964)
- La spia che venne dal freddo, regia di Martin Ritt (1965)
- Nevada Smith, regia di Henry Hathaway (1966)
- Vivere da vigliacchi, morire da eroi, regia di Gordon Douglas (1967)
- La fratellanza (The Brotherhood), regia di Martin Ritt (1968)
- I cospiratori, regia di Martin Ritt (1970)
- Quattro tocchi di campana, regia di Lamont Johnson (1971)
- Per una manciata di soldi, regia di Stuart Rosenberg (1972)
- L'uomo dai 7 capestri, regia di John Huston (1972)
- Una calibro 20 per lo specialista, regia di Michael Cimino (1974)
- Il messaggio, regia di Moustapha Akkad (1976)
- I cancelli del cielo, regia di Michael Cimino (1980)